# Skittles

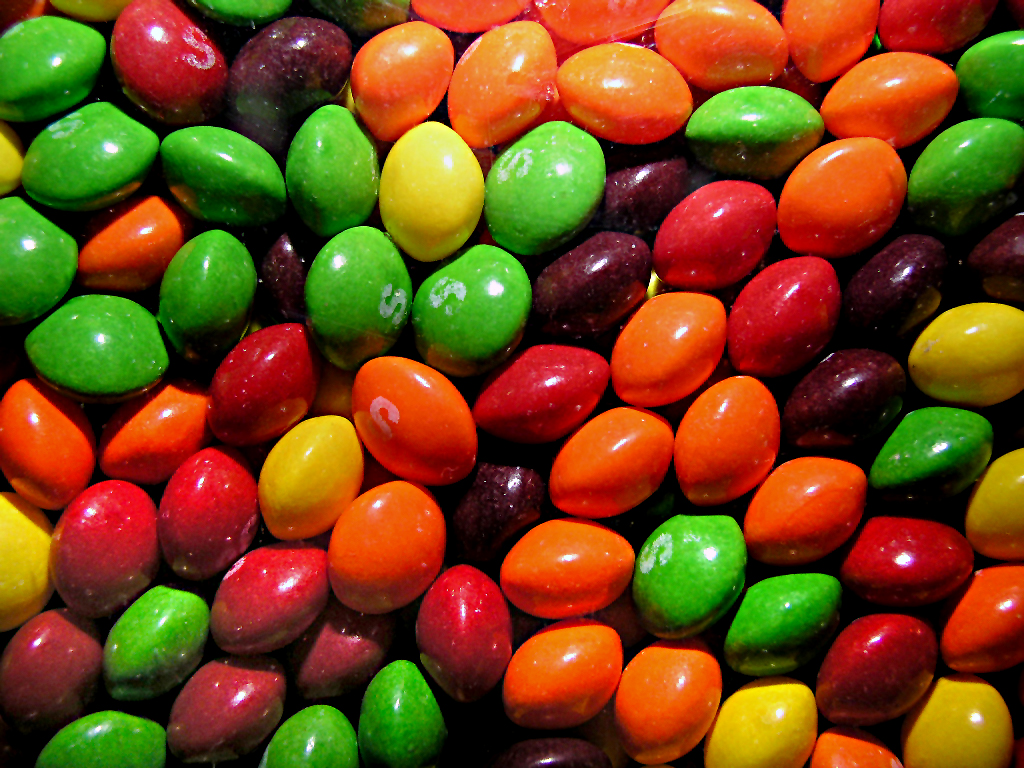
Diverse smaken Skittles

Skittles is een snoepmerk en bestaat uit kleine, ronde fruitsnoepjes, waar een glazuurlaagje omheen zit. Ze worden geproduceerd door Mars Wrigley.

## Beschrijving
Moderne Skittles lijken erg veel op iets grotere Smarties. In Skittles zit vooral suiker, een heel klein beetje olie, vruchtensap en natuurlijke en kunstmatige smaakstoffen.

## Voedingswaarde 43,5 (portie) gram
- Energie - 176 kcal (744 kj) - (9%)
- Vetten - 1,8 g - (3%)
  - Verzadigde Vetzuren - 0,7 g - (4%)
- Koolhydraten - 39,5 g - (15%)
  - Waarvan Suikers - 39,1 g - (43%)
- Eiwitten - 0 g - (0%)
- Zout - 0,01 g - (0%)
- Vitamine C - 11 mg - (13%)

## Geschiedenis
De eerste Skittle werd in 1974 in Engeland gemaakt. In 1981 begon de productie ook in de Verenigde Staten. Skittles voor de Europese markt worden nu in Tsjechië gemaakt, daar staat een fabriek van Mars. Het bedrijf heeft ook een fabriek in Australië, voor de Nieuw-Zeelandse markt.
Op de snoepjes staat een "S", die staat voor Skittles. Vroeger, tussen 1974 en 1988, werd die "S" afgedrukt in een heel donkere kleur, die naar zwart neigde. Vanaf 1989 werd de "S" wit.

## Verschillende soorten

### Originele (rode) verpakking
Deze verpakking bevat vijf smaken:
- Sinaasappel (oranje)
- Aardbei (rood)
- Citroen (geel)
- Limoen (groen)
- Druif (paars)

In Zuid-Korea, Armenië, Europa, China, Taiwan en Australië had de groene Skittle sinds 2012 geen limoensmaak, maar een appelsmaak. Dit is echter 9 jaar later weer aangepast. In 2001 is dit ook kort zo geweest in de VS, maar dat is ook later weer veranderd.

### Tropische Skittles (lichtblauwe verpakking)
Ook deze verpakking heeft vijf smaken:
- Mango, tangelo (oranje)
- Kiwi, limoen (groen)
- Aardbei, carambola (roze)
- Banaan, bosbes (geel)
- Ananas, passievrucht (blauw)

### Bessen Skittles (paarse verpakking)
Deze smaken zijn:
- Blauwe bosbes (blauw)
- Bes, punch (rood)
- Aardbei (magenta)
- Kers (paars)
- Meloen, bes (groen)

Deze verpakking werd in 1990 geïntroduceerd.

### Overige verpakkingen
- Sour/Crazy sours: groene verpakking
- Smoothie mix: oranje verpakking
- Chocolate mix: bruine verpakking
- Dessert mix: roze verpakking
- Darkside: donkerblauw verpakking
- Brightside: gele verpakking